# Эндофиты
Эндофи́ты (от др.-греч. ἔνδον «внутри» + φυτόν «растение») — микроорганизмы, при определённых обстоятельствах населяющие ткани живых растений, не вызывая каких-либо негативных последствий для их функционирования и развития. К таким организмам могут относиться грибы и бактерии, реже водоросли и вирусы.
Термин был предложен в 1866 году Антоном де Бари для обозначения всех организмов, полностью или частично находящихся в пределах тканей растений. Традиционно к эндофитам относили также грибы, образующие эндотрофную микоризу, в настоящее время по отношению к ним этот термин обычно не употребляется.
Ассоциация эндофита и растения часто описывается как пример симбиоза. Микроорганизм-эндофит выделяет вещества, способствующие росту растения (например, ацетобактер Acetobacter diazotrophicus, живущий в тканях сахарного тростника, по неустановленному механизму способен к фиксации атмосферного азота) или антибиотические вещества, подавляющие развитие патогенов или предотвращающие заражение здорового растения патогенами, при этом заполняя труднодоступную и безопасную экологическую нишу. Так, бактериальными эндофитами дуба Quercus fusiformis, картофеля, фасоли, хлопчатника подавляется развитие грибков Ceratocystis fagacearum, Fusarium oxysporum f.sp. vasinfectum, Verticillium alboatrum, Rhizoctonia solani, Sclerotium rolfsii. Также было продемонстрировано подавление бактериями-эндофитами бактерии-фитопатогена картофеля Clavibacter michiganensis ssp. sepedonicum.
Эндофиты обнаружены как в тканях цветковых растений, так и в водорослях, во мхах и печёночниках, в папоротниках. Различают облигатных и факультативных эндофитов. К облигатным относятся трудновыделяемые микроорганизмы, способные существовать только внутри растений. Факультативными эндофитами являются организмы, способные существовать в растении, не причиняя ему вреда, однако при иных обстоятельствах, например, при угнетённости растения, становящиеся патогенами или сапротрофами.
Эндофиты могут распространяться при образовании спор снаружи тканей растений, заражая новые растения. Такие эндофиты конкурируют за незанятые экологические ниши. Другие эндофитные грибы, например, виды Epichloë (а также их анаморфы Neotyphodium), проникают во все ткани растения, в том числе в их семена, распространяясь с ними. В результате растения на всех стадиях развития уже заражены грибком.